# Женский медицинский колледж Пенсильвании
Женский медицинский колледж Пенсильвании (англ. Woman's Medical College of Pennsylvania, WMCP, до 1867 года — Female Medical College of Pennsylvania) — первая в мире медицинская школа, присуждающая докторскую степень женщинам. Основана в 1850 году. В 1970 году началось совместное обучение. С 2002 года — Медицинский колледж Университета Дрекселя.

## Предыстория
Медициной интересовалась квакер и аболиционист Эстер Фасселл Льюис (Esther Fussell Lewis; 1782—1848) из округа Честер в Пенсильвании. Она подтолкнула к занятию медициной своего младшего брата Бартоломью Фасселл (Bartholomew Fussell; 1794–1871), который стал врачом и активно включился в борьбу за равноправие в образовании. В 1840 году Фасселл начал проводить занятия для женщин по основам медицины. Впоследствии он начал кампанию по продвижению женского медицинского образования. В 1846 году Фасселл организовал встречу пяти местных врачей и своей племянницы Грейсанны Льюис для обсуждения этой проблемы. Эта встреча в конечном итоге привела к основанию Женского медицинского колледжа Пенсильвании.
В середине 1840-х годов 10 женщин, имевших законченное среднее образование и прошедших курс предварительного практического обучения с наставником (практикующим врачом), пытались поступить в медицинские колледжи США. Однако только одна из них, Элизабет Блэкуэлл, была принята в высшее медицинское учебное заведение. В 1849 году она окончила Женевский медицинский колледж штата Нью-Йорк, став первой в США женщиной-врачом. В последующем до 1880 года Женевский медицинский колледж женщин не принимал.

## История
Филадельфийский квакер, фабрикант и филантроп Уильям Маллен (William J. Mullen; 1805—1882) и квакер, аболиционист и врач Джозеф Скелтон Лонгшор (Joseph Skelton Longshore; 1809—1879) выступили с инициативой открыть специальный медицинский колледж для женщин. Деньги на колледж помогали собирать зимой 1849—1850 года квакеры Лукреция и Джеймс Мотт (James Mott; 1788—1868). Благодаря щедрому пожертвованию Маллена для колледжа было выкуплено и перестроено здание на Арч-стрит в Филадельфии.
Первоначальный совет директоров состоял из мужчин. В совет вошёл Джеймс Мотт.
11 марта 1850 года Генеральная ассамблея Пенсильвании разрешила открытие Женского медицинского колледжа Пенсильвании. Для поступления было необходимо наличие среднего образования, двухгодичное предварительное обучение с наставником (практикующим врачом) и умение «владеть литературным английским языком». 
В колледж приняли 40 женщин, из которых 8 претендовали на степень доктора медицины.
Открытие колледжа состоялось 12 октября 1850 года. Общая продолжительность обучения составляла 14 месяцев. Первый выпуск состоялся в декабре 1851 года. Вручение дипломов женщинам вызвало студенческие волнения, мэр Филадельфии Чарльз Гильпин (Charles Gilpin; 1809—1891) выставил перед зданием Musical Fund Hall, в зале которого прошла 30 декабря церемония вручения дипломов, заградительный кордон из 50 полицейских. В первом выпускном классе было восемь женщин, докторские дипломы получили Сюзанна Эллис (Susanna Ellis), Ангенетт Хант (Angenette Hunt), сестра профессора колледжа Джозефа Лонгшора, Анна Лонгшор (Anna Mary Longshore; 1829—1912) и её невестка Ханна Лонгшор (Hannah E. Longshore; 1819—1901), Фрэнсис Митчелл (Frances G. Mitchell), Марта Энн Соин (Martha Ann Sawin), Фиби Уэй (Phoebe M. Way) и Энн Престон.
Выпускница первого класса колледжа Энн Престон стала профессором физиологии и гигиены, затем — первой женщиной-деканом Женского медицинского колледжа Пенсильвании, обе должности она занимала до смерти в 1872 году.
В 1855 году Энн Престон начала кампанию за допуск своих студенток к клиническим занятиям в Пенсильванском госпитале. В 1856 году Энн Престон со студентками колледжа впервые посетила клиническое занятие в Пенсильванском госпитале. Профессор Дэвид Хейс Агнью (David Hayes Agnew; 1818—1892) был в ярости, по его требованию совет госпиталя запретил женщинам возвращаться. В 1858 году Медицинское общество округа Филадельфия (Philadelphia County Medical Society, PCMS) запретило своим членам какое бы то ни было сотрудничество с колледжем, студенток не допускали для практических занятий ни в одно лечебное учреждение. 

## Госпиталь Женского колледжа

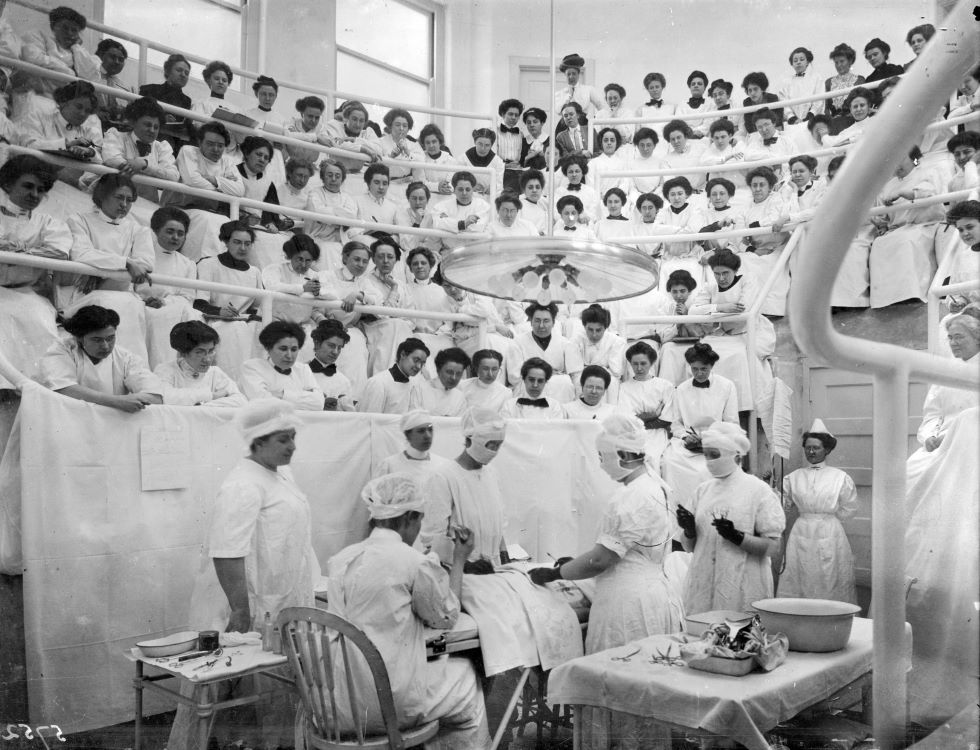
Хирургический амфитеатр Женский госпиталь Филадельфии в 1911 году

22 марта 1861 года получено разрешение властей на открытие в качестве клинической базы для практических занятий студенток колледжа женского госпиталя на 5 коек. Для госпиталя было арендовано здание, в него так же переехал колледж из здания на Арч-стрит.
В 1867 года название Female Medical College of Pennsylvania изменено на Woman's Medical College of Pennsylvania (WMCP).

## “Jeering Episode”
В 1869 году разрешение на посещение занятий по общей хирургии в Пенсильванском госпитале было получено. 6 ноября Энн Престон и её студентки во второй раз посетили клиническое занятие в Пенсильванском госпитале, которое проводили Уильям Хант (William Hunt; 1825—1896) и Якоб да Коста. Студентка Анна Брумолл (Anna Broomall; 1847—1931) вспоминает:
Когда мы появились в клинике, начался хаос.
Другая студентка Элизабет Келлер (Elizabeth C. Keller; 1837–1912) сообщает, что они вошли в зал «под насмешки и стоны, свист и топот ног со стороны студентов, которые решили сделать это занятие настолько неприятным для нас, чтобы мы, по собственному желанию, не захотели посещать его снова». Попытки управляющего Уильяма Биддла (William Biddle; 1806—1887) прекратить беспорядки успеха не имели. Это событие известно как “Jeering Episode”.
Разрешение на посещение занятий по общей хирургии в Пенсильванском госпитале было вскоре отменено.
Только в 1875 году студентки колледжа получили возможность посещать клинические занятия в госпиталях Филадельфии.

## Выпускницы

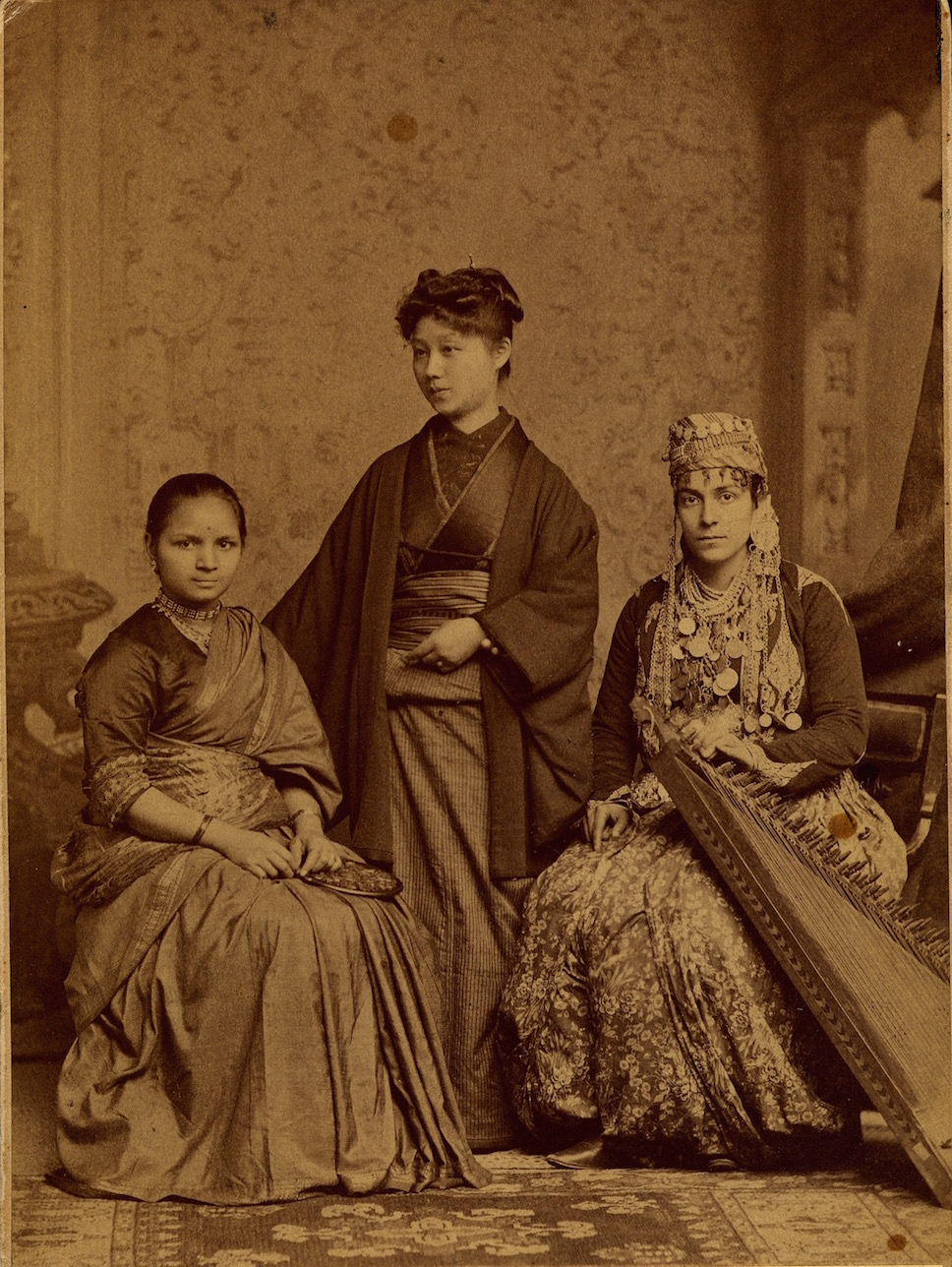
Студентки Женского медицинского колледжа Ананди Гопал Джоши, Оками, Кей и Сабат Исламбули 10 октября 1885 году

В 1864 году колледж окончила Мэри Патнэм Якоби (Mary Putnam Jacobi; 1842—1906), будущая супруга Абраама Якоби, в 1872 году — Фрэнсис Эмили Уайт (Frances Emily White; 1832—1903), в 1874 году — Шарлотт Блейк Браун, которая переехала в Сан-Франциско и в 1876 году стала первой женщиной на тихоокеанском побережье США, которая провела овариотомию.
В 1884 году Энни Александер (Annie Alexander; 1864—1929) из штата Северная Каролина окончила колледж и стала первой женщиной в Южных штатах США, получившей медицинское образование.
В 1873 году колледж окончила Шарлотт Илен из Швеции, в 1886 году — Ананди Гопал Джоши из Индии, в 1889 году — Кей Оками из Японии, в 1890 году — Сабат Исламбули из Дамаска.
В 1889 году дочь вождя племени омаха Сьюзен ЛаФлеш (Susan La Flesche; 1865—1915) окончила колледж и стала первой индеанкой, получившей медицинское образование.
В 1853 году в колледж поступила афроамериканка Сара Маппс Дуглас, в 1867 году колледж окончила афроамериканка Ребекка Коул (Rebecca Cole; 1846—1922), в 1888 году — Верина Мортон Джонс (Verina Morton Jones; 1865—1943), в 1891 году — Хэлли Таннер Диллон Джонсон, в 1897 году — Элиза Гриер (Eliza Grier; 1864–1902) и Матильда Эванс (Matilda Evans; 1866—1935).
В 1938 году выпускница 1898 года Кэтрин Макфарлейн (Catharine Macfarlane; 1877–1969) основала в колледже одну из первых в стране программ скрининга рака матки.

## Совместное обучение
В 1970 году обучение стало совместным и название было изменено на Медицинский колледж Пенсильвании (Medical College of Pennsylvania, MCP).
В 1987 году колледж стал собственностью фонда Allegheny Health, Education, and Research Foundation (AHERF) из Питтсбурга. В ноябре 1993 года AHERF приобрёл Университет Ганемана (Hahnemann University), названного в честь Самуэля Ганемана, основателя гомеопатии. В том же году произошло слияние Медицинского колледжа Пенсильвании и Университета Ганемана под названием MCP Hahnemann University School of Medicine. В 1996 году название изменено на Университет медицинских наук Аллегейни (Allegheny University of the Health Sciences).
В июле 1998 года AHERF обанкротился. В том же году медицинские активы AHERF в Пенсильвании приобрела корпорация Tenet Healthcare из Далласа в штате Техас. Управление колледжами медицины, сестринского дела и общественного здравоохранения под названием MCP Hahnemann University взял Университет Дрекселя. 
В 2002 году название MCP Hahnemann University School of Medicine изменено на Медицинский колледж Университета Дрекселя (Drexel University College of Medicine).